# Municipio de Willow Lake (Dakota del Norte)
El municipio de Willow Lake (en inglés: Willow Lake Township) es un municipio ubicado en el condado de Steele en el estado estadounidense de Dakota del Norte. En el año 2010 tenía una población de 56 habitantes y una densidad poblacional de 0,62 personas por km².

## Geografía
El municipio de Willow Lake se encuentra ubicado en las coordenadas 47°16′34″N 97°52′43″O / 47.27611, -97.87861. Según la Oficina del Censo de los Estados Unidos, el municipio tiene una superficie total de 90.51 km², de la cual 89,21 km² corresponden a tierra firme y (1,43 %) 1,3 km² es agua.

## Demografía
Según el censo de 2010, había 56 personas residiendo en el municipio de Willow Lake. La densidad de población era de 0,62 hab./km². De los 56 habitantes, el municipio de Willow Lake estaba compuesto por el 100 % blancos. Del total de la población el 0 % eran hispanos o latinos de cualquier raza.